# 藓状虎耳草
藓状虎耳草是虎耳草科虎耳草属多年生草本植物，原产欧洲大陆的山区，在奥地利、保加利亚、捷克斯洛伐克、法国、德国、瑞士、西班牙、匈牙利、意大利、波兰、罗马尼亚、乌克兰均有分布。